# Viatge de Le Maire i Schouten
El viatge de Le Maire i Schouten és l'expedició d'exploració del Pacífic organitzada per Isaac Le Maire, sota la direcció del seu fill Jacob Le Maire, i amb els capitans Jan i Willem Schouten. El finançament va anar a càrrec de la Companyia Australiana, organitzada a la ciutat holandesa de Hoorn per competir amb la Companyia Neerlandesa de les Índies Orientals.
Le Maire i Schouten, amb dos vaixells, Eendracht (concòrdia) i Hoorn, van partir de Texel, a Holanda del Nord, el juny del 1615. El seu propòsit era trobar el suposat continent austral, que Quirós havia donat a entendre, i en cas de no trobar-lo seguir fins a les Índies Orientals per comerciar. Com que la Companyia Neerlandesa de les Índies Orientals tenia l'exclusiva neerlandesa d'ús de la ruta per l'estret de Magallanes, Le Maire i Schouten van buscar un pas més al sud. Van trobar l'estret de Le Maire entre Tierra de Fuego i Staten Landt (Terra dels Estats, avui illa dels Estats), anomenat en honor dels Estats Generals, el parlament de les Províncies Unides neerlandeses. En aquesta travessia van perdre el Hoorn en un incendi i poc després van doblar el cap d'Hoorn (avui cap d'Hornos), anomenat en record del vaixell perdut.
Tot seguit van seguir cap al nord en busca d'avituallaments a les illes Juan Fernández abans de creuar el Pacífic. El capità Jan Schouten va morir poc després d'escorbut. Seguint una ruta similar a Quirós van descobrir diverses illes al nord de les Tuamotu i al nord de Tonga fins a arribar a les illes Hoorn (avui illes Horn) anomenades en honor de la ciutat natal de Schouten i patrocinadora del viatge.
En arribar a Batavia van ser empresonats per infringir el monopoli de la Companyia. No es van creure que haguessin trobat una nova ruta, van confiscar el vaixell i els van enviar a Holanda. En el viatge de tornada va morir Le Maire.
El relat del viatge, atribuït a Schouten, va ser publicat immediatament i va tenir gran èxit amb múltiples reedicions. Cinc anys més tard es va publicar el relat de Le Maire basat en el diari recuperat a la Companyia d'Índies. Però el viatge no havia aconseguit els seus objectius econòmics i no va tenir continuïtat.
Ruta del viatge:

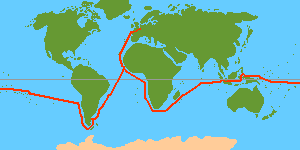
Ruta del viatge

- Texel, Holanda, 14 de juny de 1615.
- Amèrica del Sud
  - Estret de Le Maire, 25 de febrer de 1616.
  - Kaap Hoorn, 29 de febrer.
- Illes Juan Fernández, 1 de març.
- Tuamotu
  - Honden, 'illa dels Gossos' (Puka Puka), 10 d'abril. No van trobar cap habitant, només tres gossos que no bordaven.
  - Sondre Grondt, 'Sense Fons' (illes del Rei Jordi), 14 d'abril. No van aconseguir fondejar.
  - Waterlandt, 'Terra d'Aigua' (Manihi), 16 d'abril. Van carregar aigua.
  - Vliegen, 'illa de les Mosques' (Rangiroa), 18 d'abril. Van haver de fugir coberts totalment de mosques.
- Tonga:
  - Cocos (Tafahi), 10-13 de maig. Van comprar 1.200 cocos, més d'una dotzena per tripulant.
  - Verradors, 'Traïdors' (Niuatoputapu), 10 de maig. Van ser atacats per sorpresa.
  - Goede Hoop, 'Bona Esperança' (Niuafo'ou), 14 de maig. Tenien l'esperança de trobar avituallaments, però només van aconseguir quatre peixos.
- Wallis i Futuna:
  - Hoornche Eylandt, illes Horn (Futuna i Alofi), 19-31 de maig.
- Nova Guinea
  - Green Islands, a Nova Irlanda, 24 de juny.
  - Illes Schouten, 24 de juliol.
- Ternate, a les Moluques, 17 de setembre.
- Batavia, 16 d'octubre.
- Amsterdam, 1 de juliol de 1617.